# 耳闸
39°09′32″N 117°10′33″E / 39.1588°N 117.17593°E耳闸位于天津市河北区新开河与子牙河交汇处。始建于1919年，其主要目的在于泄洪，是天津市区最早的水利工程之一。而后于老耳闸之东侧新建新耳闸。目前老耳闸作为古建筑得以保留、其交通意义随着快速路的发展已经不太明显，目前老耳闸仅供非机动车通行。

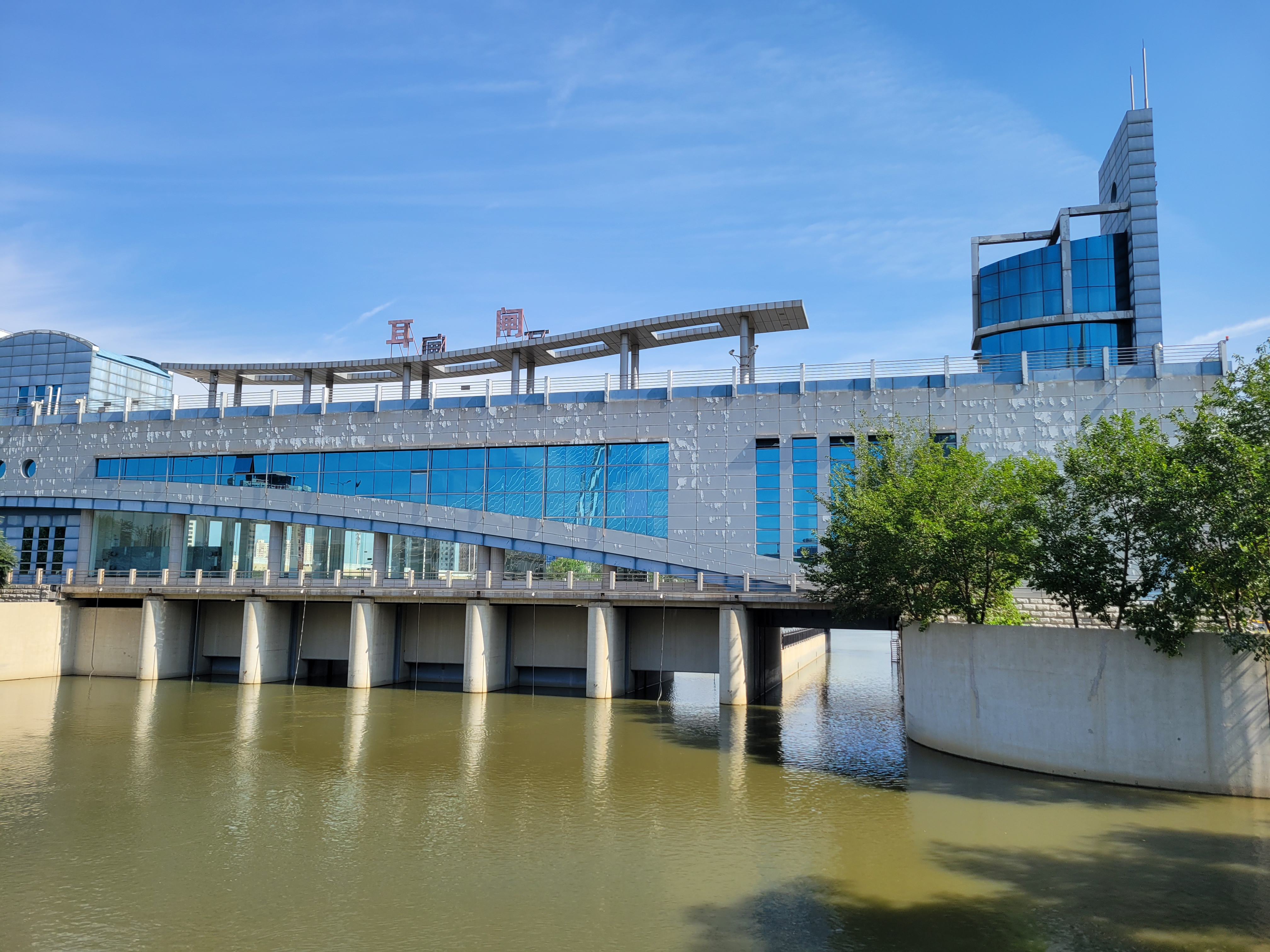
天津耳闸公园的新耳闸，整体呈现船形

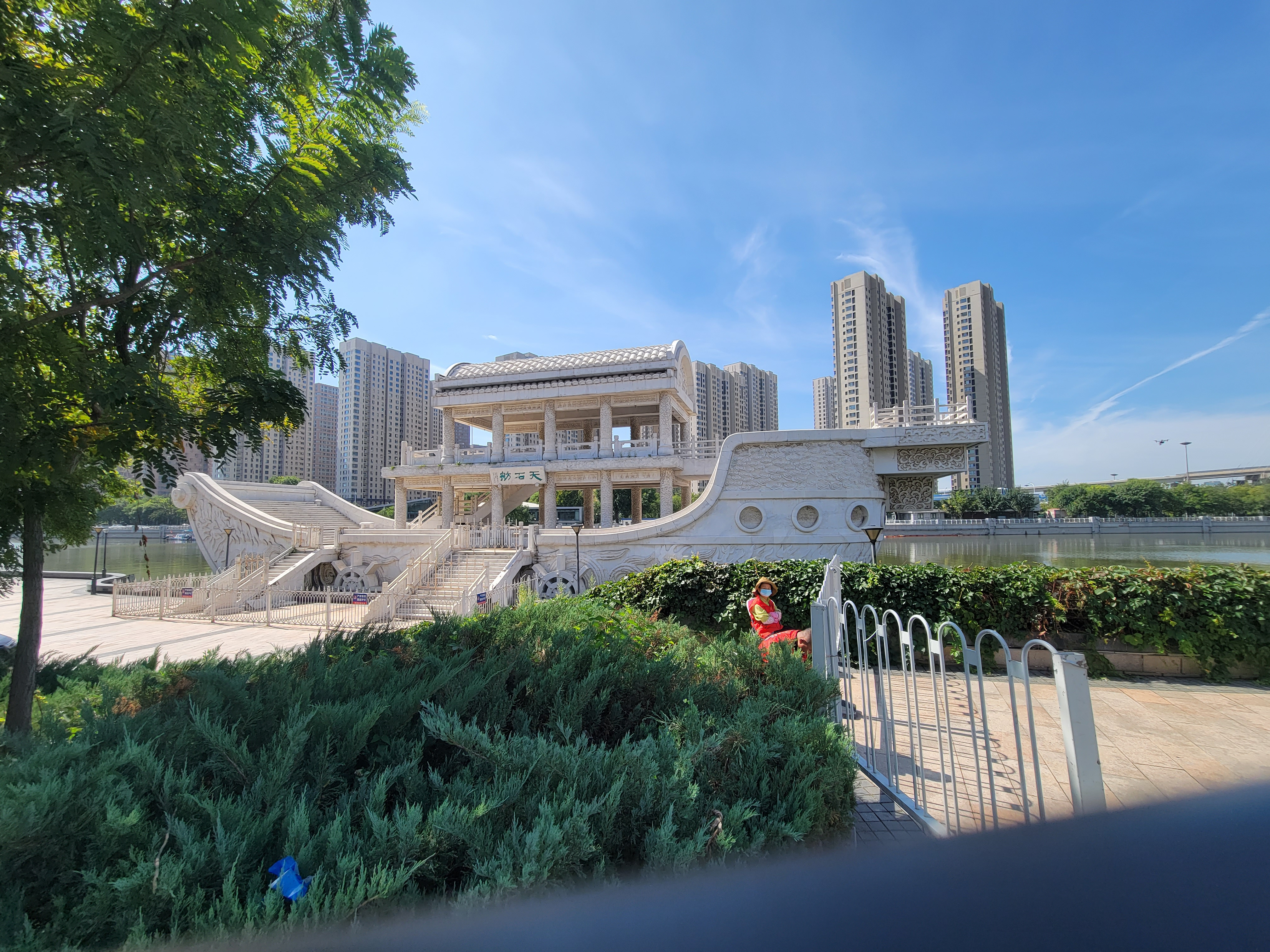
耳闸公园中的天石舫

随着海河综合开发改造的深入，新老耳闸，连同南侧新建的仿古天石舫，共同组成耳闸公园，目前也成为海河景观带的北起点。